# Louis Virapoullé
Pour les articles homonymes, voir Virapoullé.
Louis Virapoullé, né le 9 août 1934 à Sainte-Rose (La Réunion) et mort le 14 septembre 2002 à Créteil (Val-de-Marne), est un homme politique français. Il est sénateur de La Réunion de 1974 à 1992.

## Biographie
Avocat de profession, il est le frère de Jean-Paul Virapoullé, qui est sénateur également.
Il est élu au Sénat le 22 septembre 1974, puis réélu le 25 septembre 1983. Il est membre de la commission des Lois constitutionnelles, de législation, du suffrage universel, du Règlement et d'administration générale, dont il a assuré le secrétariat et la vice-présidence durant ses mandats. Il quitte ses fonctions le 1er octobre 1992 après avoir échoué à se faire élire une troisième fois. Il siège ensuite au conseil régional de La Réunion de 1993 à 1997. 
Hospitalisé à la suite d'une agression commise par des inconnus près de son domicile parisien le 10 septembre 2002, il meurt quatre jours plus tard à l'hôpital Henri-Mondor de Créteil.